# Ho (Ghana)

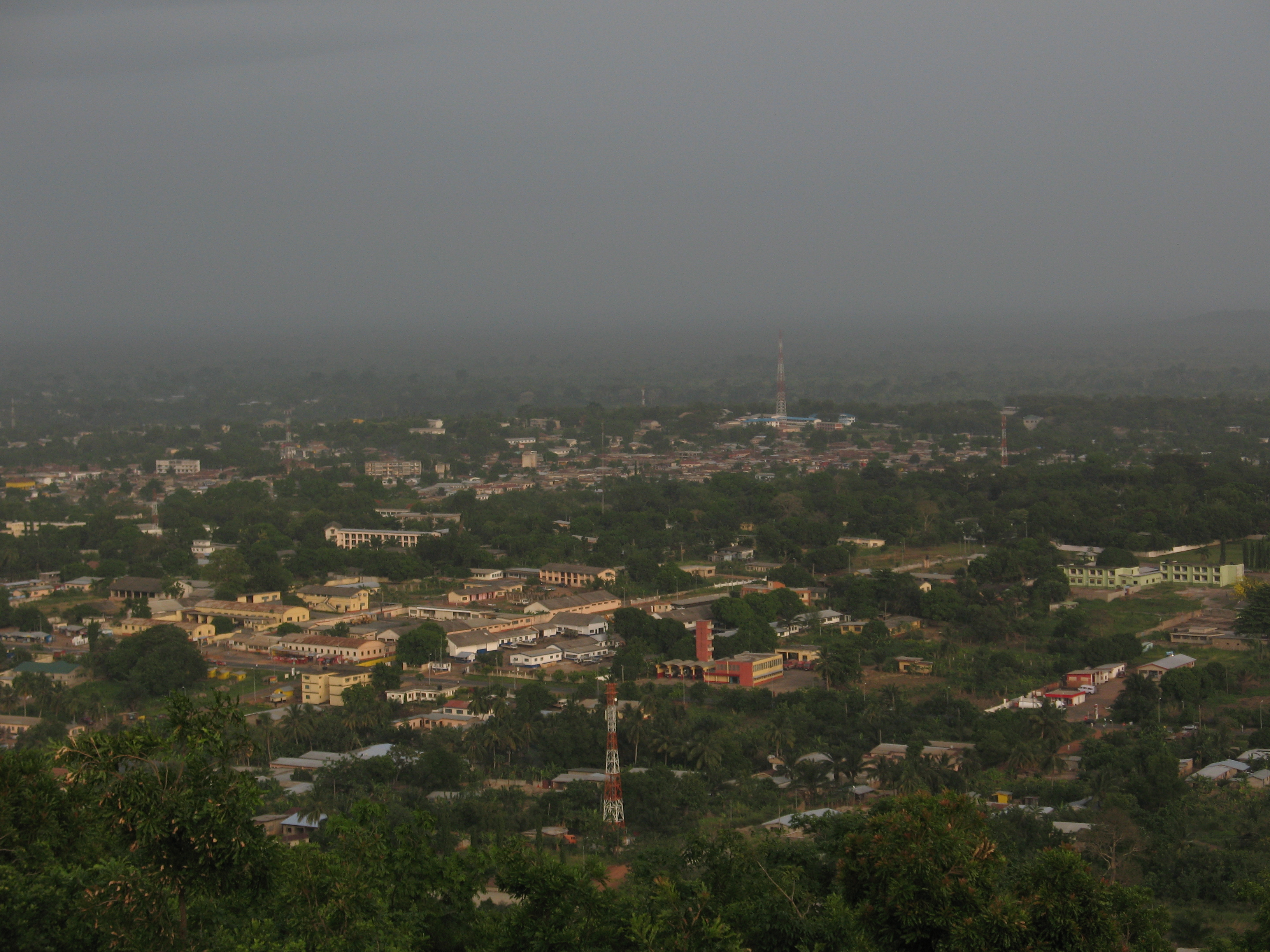

Ho is de hoofdstad van de Volta regio in Ghana. Ho heeft ongeveer 60.000 inwoners. In Ho wordt voornamelijk de taal Ewe gesproken.